# 瑟爾豪薩內峰
瑟爾豪薩內峰是南極洲的山峰，位於東部南極洲的毛德皇后地，屬於斯維爾德魯普山脈的一部分，處於努普斯科帕峰以南3.7公里，由挪威的製圖師根據測量和空中照片繪入地圖。
72°47′S 0°15′E / 72.783°S 0.250°E